# Jagan
Jagan is een bestuurslaag in het regentschap Sukoharjo van de provincie Midden-Java, Indonesië. Jagan telt 1871 inwoners (volkstelling 2010).